# Challenge Papa Kalala
Le Challenge Papa Kalala est une compétition nationale de football du Zaïre (aujourd’hui République démocratique du Congo), organisée de 1982 à 1989. Elle est organisée par la Fezafa (aujourd’hui Fecofa) et est remplacée en 1992 par la Coupe de l'Indépendance. Elle tient son nom en l’honneur de François Kalala, un des collaborateurs de Tata Raphaël et fondateur de l’équipe de l’AS Dragons de Kinshasa.

## Palmarès

### Par année
| Année | Vainqueur                  | Score | Score  | Finaliste                  | Demi finalistes                               |
| Année | Vainqueur                  | Aller | Retour | Finaliste                  | Demi finalistes                               |
| ----- | -------------------------- | ----- | ------ | -------------------------- | --------------------------------------------- |
| 1982  | AS Vita Club (Kinshasa)    |       |        |                            | F.C. Panda (Likasi), Zaïre Banque (Kisangani) |
| 1983  | AS Vita Club (Kinshasa)    | 2-1   | 2-1    | FC Lupopo (Lubumbashi)     |                                               |
| 1984  | CS Imana (Kinshasa)        | 1-2   | 1-0    | AS Vita Club (Kinshasa)    |                                               |
| 1985  | DC Motema Pembe (Kinshasa) | 2-0   | 2-0    | AS Kalamu (Kinshasa)       |                                               |
| 1986  | AS Kalamu (Kinshasa)       |       |        |                            |                                               |
| 1987  | AS Kalamu (Kinshasa)       |       |        |                            | AC Matonge (Kinshasa)                         |
| 1988  | AS Kalamu (Kinshasa)       | 1-0   | 1-0    | DC Motema Pembe (Kinshasa) |                                               |
| 1989  | AS Kalamu (Kinshasa)       |       |        |                            |                                               |

### Bilan par club
|    | Club            | Ville      | Nombre de titres | Années de victoire     |
| -- | --------------- | ---------- | ---------------- | ---------------------- |
| 1. | AS Kalamu       | Kinshasa   | 4                | 1986, 1987, 1988, 1989 |
| 2. | AS Vita Club    | Kinshasa   | 2                | 1982, 1983             |
| 2. | DC Motema Pembe | Lubumbashi | 2                | 1984, 1985             |